# Шалига Валерій Леонтійович
Валерій Леонтійович Шалига (нар. 23 червня 1963, Великі Коровинці, Житомирська область) — український актор, режисер та сценарист. Заслужений артист України. Лауреат премії імені Миколи Зарудного. Член спілки кінематографістів України.   Член експертної комісії при Держкіно.

## Життєпис
Закінчив театральну студію при Київському Академічному театрі ім. І. Франка. (1985 р.)
1993 року дебютував як кінорежисер на кіностудії ім. Олександра Довженка.
Закінчив Київський національний університет театру, кіно і телебачення імені Івана Карпенка-Карого за фахом режисер драматичного театру (1999 р.).

## Фільмографія
- 1993 — «Три плачі над Степаном», к/м, сценарист, режисер[3]
- 1996 — "Покута", п/м, режисер
- 1999 — "Моцарт", п/м, сценарист і  режисер
- 2001 — «Ловись, ловись рибко», п/м, режисер
- 2003 — «Фатальна помилка», т/с, сценарист, режисер
- 2005 — «Далекий постріл», п/м, режисер
- 2005—2009 — Повернення Мухтара-2,3,4,5, т/с, режисер
- 2006 — "Дякую тобі за все  - 2", т/с, режисер
- 2009 — «1941», т/с, режисер
- 2010 — «1942», т/с, режисер
- 2011 — Проєкт «Україно, goodbye!»: «Та поїду!», режисер
- 2012 — Проєкт «Україно, goodbye!»: «Гриби», сценарист і режисер
- 2013—"1943", т/с, режисер, сценарист
- 2016 -   "Відпустка дикуном"  к/м,  сценарист і режисер
- 2017 — "Тримай біля серця", п/м  сценарист і  режисер
- 2019 — "Таємна операція", п/м,  сценарист і  режисер
- 2020 -    "Відлуння"               п/м   сценарист і режисер
- 2021 -    "За вікном" серія "Нічні пристрасті"   сценарист і  режисер
- 2022 -    "Папаньки - 4"          режисер
- 2024 -    "Діло безп'ятого"     п/м    сценарист і  режисер

Актор
- «Господи, прости нас, грішних» (1992)
- «Для домашнього огнища» (1992)
- «Сад Гетсиманський» (1993)
- «Три плачі над Степаном» (1993)
- «Слід перевертня» (2001)
- «Лялька» (2002)
- «Фатальна помилка» (2003)
- «Театр приречених» (2005)
- «Дев'ять життів Нестора Махна» (2005)
- «Дякую тобі за все-2» (2006)
- «Антиснайпер» (2007)
- «Полювання на Вервольф»[ru] (2008)
- «За законом» (2009)
- «Віра. Надія. Любов» (2010)
- «Одинаки» (2011)
- «Брат за брата-2» (2012)
- «Бомба» (2013)
- «Офіцерські дружини» (2014)
- «За законом воєнного часу» (2014)
- «Нюхач-2» (2015)
- «Улюблена вчителька» (2016)
- «Тримай біля серця» (2017)
- «Ментівські війни» (2018)
- «Чуже життя»  (2018)
- «Дзвонар» (2018)
- «Козирне місце» (2021)